# Икотник
Ико́тник (лат. Berteróa) — род растений семейства Капустные, распространённый в Евразии и занесённый в Северную Америку. Встречается по сорным местам. В средней полосе России цветёт с мая по октябрь. Согласно словарю Даля икотником или иковкой на Руси называли как Икотник серый, так и растение из другого ботанического рода - Бурачок горный (Аlyssum   montanum).

## Название
Научное родовое название Berteroa дано в честь итальянского ботаника Карло Бертеро, известного изучением флоры и сбором гербарных образцов в Вест-Индии и Чили.
Русскоязычное название Икотник отражает лекарственное применение растения в народной медицине для лечения удушья и судорог.  

## Ботаническое описание[4][5]

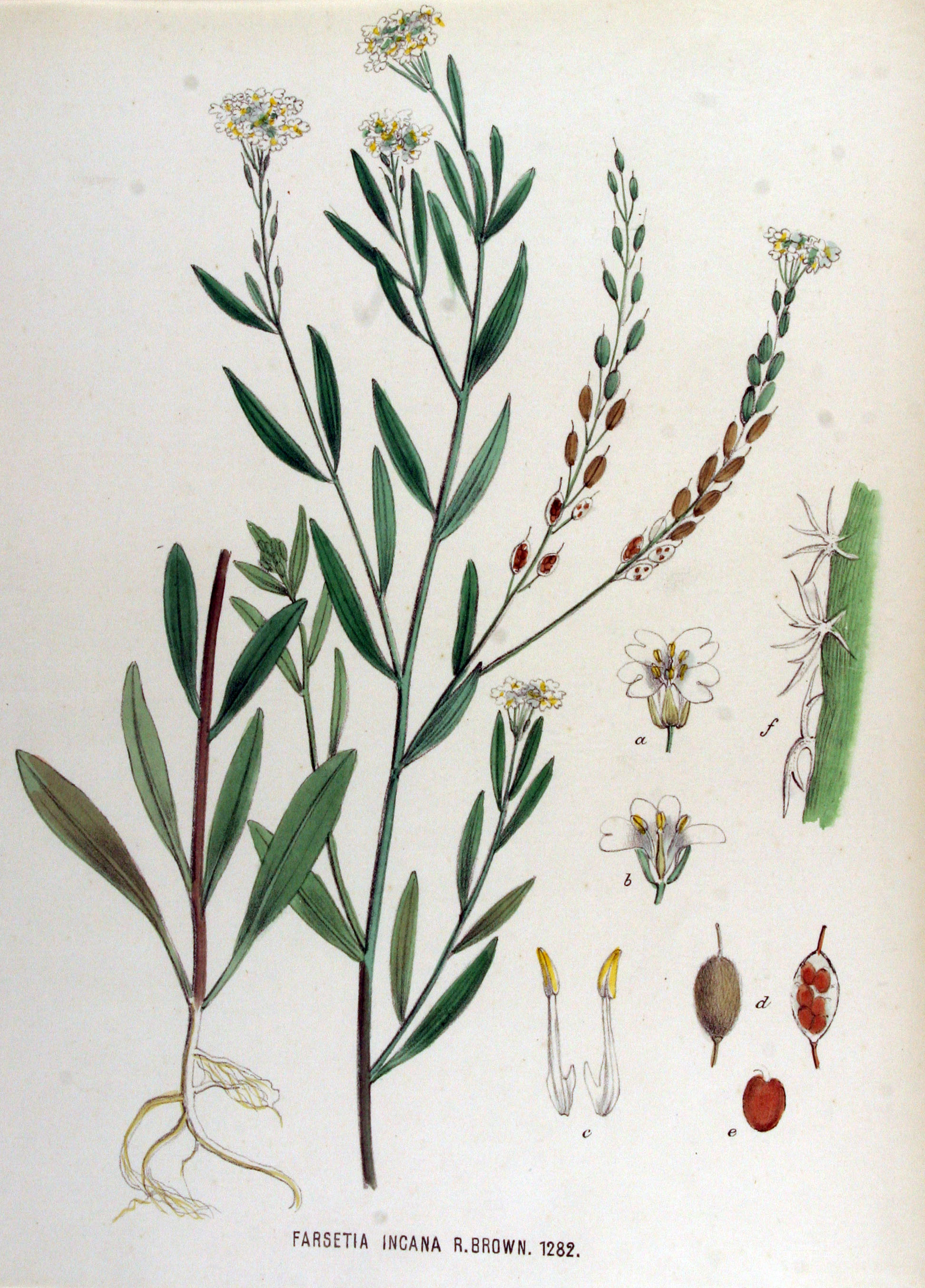
Икотник серый.

Однолетние, двулетние или многолетние травы, опушенные ветвистыми волосками.
Стебли ветвистые.
Листья цельные, очередные, ланцетные или широко-лопатчатые (ромбические). 
Цветки в кистях; лепестки белые или бледно-желтые, глубоко двураздельные. Чашелистики отстоящие, не мешковидные. Тычинки длинные, при основании с зубцами.
Плод - круглый или эллиптический стручочек с двумя плоскими или выпуклыми створками. Перегородка нежная, без волокон. Семена в многосемянных гнездах, плоские, окаймленные.

## Распространение и экология[5]
Средиземноморско-переднеазиатский род. На территории России и близлежащих стран встречаются 3 вида. 

## Классификация

### Таксономия[6]
Berteroa  DC., 1821, Mém. Mus. Hist. Nat. 7: 232

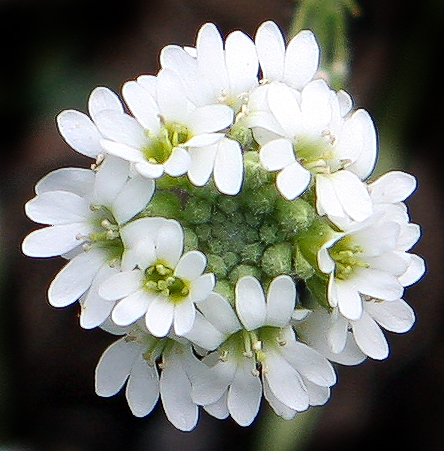
Соцветие икотника

Род Икотник относится к семейству Капустные (Brassicaceae) порядка Капустоцветные (Brassicales). Кладограмма в соответствии с Системой APG IV по состоянию на июнь 2023 года:
|  |                                      |  |                                   |                                   |                     |  | ещё 16 семейств |              |              |                                                            |
|  |                                      |  |                                   |                                   |                     |  |                 |              |              | 5 подтвержденных видов и 1 таксон, ожидающий подтверждения |
|  |                                      |  |                                   | порядок Капустоцветные            |                     |  |                 |              | род Икотник  |                                                            |
|  |                                      |  |                                   | порядок Капустоцветные            |                     |  |                 |              | род Икотник  |                                                            |
|  | отдел Цветковые, или Покрытосеменные |  |                                   |                                   | семейство Капустные |  |                 |              |              |                                                            |
|  | отдел Цветковые, или Покрытосеменные |  |                                   |                                   |                     |  |                 |              |              |                                                            |
|  |                                      |  | ещё 63 порядка цветковых растений | ещё 63 порядка цветковых растений |                     |  |                 | ещё 354 рода | ещё 354 рода |                                                            |
|  |                                      |  |                                   | ещё 63 порядка цветковых растений |                     |  |                 |              | ещё 354 рода |                                                            |

### Виды
- Подтвержденные:
  - Berteroa gintlii Rohlena
  - Berteroa incana (L.) DC. typus[7] — Икотник серый
  - Berteroa mutabilis (Vent.) DC.
  - Berteroa obliqua (Sm.) DC.
  - Berteroa orbiculata DC.

- Ожидающий подтверждения:
  - Berteroa samolifolia Hayek